# 輔佐官—改變世界的人們
《輔佐官—改變世界的人們》（韓語：보좌관—세상을 움직이는 사람들），為韓國JTBC於2019年6月14日起播出的金土連續劇，由《漢摩拉比小姐》的郭正煥導演與《火星生活》的李大日作家合作製作。此劇描述在聚光燈背後操縱世界的政治玩家們間進行的危險賭局、走向權力顛峰的超級輔佐官張太俊的激烈生存故事。

## 演員陣容

### 主要人物
| 演員     | 角色   | 介紹 |
| 李政宰   | 張太俊 | 輔佐官 雖然以第一名成績畢業於韓國警察大學、活躍於調查大隊，但為了擁有更大權力而進入國會，是能「將不可能變為可能」的超級能力者。他以出色的直覺、冷靜的判斷力和執著的勝負欲，讓自己的議員擔任院內代表。但他並不滿足於此，將向著權力顛峰前進的執念，隱藏在柔和的微笑中。 跟姜善英為情侶關係。                                         |
| 申敏兒   | 姜善英 | 政治人物，議員 擔任議員及黨發言人。除了是一位有能力的律師，更有主持時事節目的經驗，為了登上顛峰而全力以赴。對於自己的能力和欲望十分坦然，自信滿滿地挑戰隱形界線，作為「女性典範」贏得大眾支持和歡呼。也因為如此，對於輔佐官們而言，她是很難一起工作的議員。與為自己的競爭對手工作的張太俊有著奇妙的對立關係。 跟張太俊為情侶關係。 |
| 李伊利雅 | 尹慧原 | 秘書官 導談日報記者出身，外表雖然冷漠，卻是比任何人都熱情的秘書官。在80%是男性輔佐官的世界，她年紀輕輕就上升到6級秘書職位。是一位為了在輔佐官世界中生存，而激烈生活的人物。 暗戀張太俊，一直在背後默默支持他。 |
| 金桐俊   | 韓道炅 | 議員辦公室實習生 不知天高地厚但盛氣沖天的議員辦公室實習生。雖然有點憨厚，但眼神機靈，有著該說出口就說出口的膽量。 因為年少時受到張太俊幫助，視張太俊為偶像。 |

### 周邊人物
| 演員   | 角色   | 介紹 |
| 鄭進永 | 李誠民 | 無黨籍初選議員 正義感滿滿且對權力沒有野心，所以並沒有獲得特別的恩惠，該說什麼就說。雖然張太俊為了爬到更高的地方而不再輔佐他，但張太俊仍是他最疼愛的後輩和最值得信賴的人。 因為被控涉嫌非法選舉資金案件自殺身亡。                 |
| 金甲洙 | 宋熙攝 | 張太俊輔佐的4選議員 歷任執政黨的黨代表、法司委幹事等要職，是手握著下一期參選權及大韓民國法務部部長大位的政客。他經常口出妄言且面帶苦笑，所以看上去像是無知的議員，但其實非常敏感且看人很準，因此他很中意看上去有點狂妄的張太俊。 |
| 鄭雄仁 | 吳元植 | 宋熙攝議員辦公室的4級輔佐官 宋熙攝議員的親信，獲得宋熙攝議員的信賴負責管理選區，但隨著張太俊的出現，他漸漸失去了地位，因此和張太俊爭鋒相對。                                                                                     |
| 林元熙 | 高石滿 | 姜善英議員辦公室的輔佐官，是她的忠實追隨者。 性格奇葩，和張太俊是國會的同期，一起度過了輔佐官實習生活。 本季最後在車中身亡。 |

### 趙甲英議員室
| 演員   | 角色   | 介紹                   |
| 金洪發 | 趙甲英 | 議員，跟宋熙攝是死敵。 |
| 李哲民 | 金迥道 | 趙甲英議員的輔佐官。   |
|        | 李真雅 | 趙甲英議員辦公室秘書。 |

### 三日會
| 演員   | 角色   | 介紹                                                       |
| 高仁範 | 成榮基 | 英日集團名譽會長，三日會首長，比起權力更相信金錢力量的人。 |
| 劉成柱 | 李昌進 | 州鎮化學代表，三日會總務，用笑聲隱藏內心的企業家。         |

### 宋熙攝議員室
| 演員   | 角色   | 介紹 |
| 全鎮基 | 李貴東 | 宋熙攝議員辦公室7級隨行秘書 在擔任輔佐官20年之際，他擔任了19年的隨行秘書。而且從宋熙攝戴上第一張徽章開始，15年來一直擔任着尊貴靈感的各種雜事，坐在駕駛席上。 |
| 全承彬 | 金鐘旭 | 宋熙攝議員辦公室5級秘書官 地位僅次於太俊，但總是以實力落後於比自己低的惠媛。 但是,由於他在國會的空閒時間和眼色上彌補了自己微薄的實力，所以他擔任的重任還算勉強。 |
| 都恩菲 | 盧多靜 | 宋熙攝議員辦公室9級行政秘書 不親切的刻薄行政秘書。她負責議員的贊助金和運營資金，各種活動和日程管理業務，只要是全國的酒店、飯店、交通等的議員室資金流入的地方，她就是無所不知的行政專家。而且還是掌握國會秘密 最新情報的情報通。但是，他不會向議員室的任何人透露相關信息。 |

### 其他人物
| 演員   | 角色   | 介紹                                                                   |
| 金應洙 | 張春培 | 張太俊的父親。 曾經參選失敗，一直耿耿於懷。                            |
| 朴明申 | 呂淑熙 | 韓道炅的母親，經營洗衣店。                                             |
| 金瑞河 | 李仁秀 | 李誠民議員辦公室首席助理。                                             |
| 金益泰 | 李常國 | 大韓黨國會議員，國會法司委員長。                                       |
| 南成鎮 | 安賢民 | 大韓黨國會議員。                                                       |
| 李淳元 | 李亨培 | 首爾地方警察廳刑警，張太俊的警方人脈，張太俊任職警察時的後輩。         |
| 朴健   | 徐亨哲 | 西部地檢檢察官，趙甲英議員的大學後輩。                                 |
| 劉河福 | 朴鍾吉 | 大韓民國法務部部長。                                                   |
| 池素妍 | 金美珍 | 政論節目主持人。 姜善英的後輩，一直想要超越她。                        |
| 南進福 | 鄭韓守 | 大韓民國警察廳情報一課課長，與張太俊為好友多次為其提供調查及提供情報。 |

### 特別出演
| 演員   | 角色     | 介紹             |
| 車順裴 | 輔佐官   | 法務部長輔佐官。 |
| 李漢偉 | 秘書室長 | 青瓦臺秘書室長。 |

## 原聲帶
- Part.1（發行日期：2019年6月14日）

| 曲序 | 曲目               | 演唱        | 时长 |
| ---- | ------------------ | ----------- | ---- |
| 1.   | Rain Fall          | Chen（EXO） | 3:21 |
| 2.   | Rain Fall（Inst.） |             | 3:21 |

- Part.2（發行日期：2019年6月21日）

| 曲序 | 曲目               | 演唱   | 时长 |
| ---- | ------------------ | ------ | ---- |
| 1.   | Black Sky          | 金在奐 | 3:31 |
| 2.   | Black Sky（Inst.） |        | 3:31 |

## 收視率
| 集數       | 播出日期   | 標題       | AGB收視率        | AGB收視率      |
| 集數       | 播出日期   | 標題       | 大韓民國（全國） | 首爾（首都圈） |
| ---------- | ---------- | ---------- | ---------------- | -------------- |
| 1          | 2019/06/14 | 6克徽章    | 4.375%           | 5.592%         |
| 2          | 2019/06/15 | 破裂       | 4.545%           | 4.675%         |
| 3          | 2019/06/21 | 選擇的理由 | 4.436%           | 4.637%         |
| 4          | 2019/06/22 | 多米諾     | 4.398%           | 4.532%         |
| 5          | 2019/06/28 | 兩難       | 4.012%           | 3.786%         |
| 6          | 2019/06/29 | 火光       | 4.039%           | 3.904%         |
| 7          | 2019/07/05 | 結         | 4.087%           | 4.091%         |
| 8          | 2019/07/06 | 落花       | 4.974%           | 5.090%         |
| 9          | 2019/07/12 | 6克的代價  | 4.379%           | 4.185%         |
| 10         | 2019/07/13 | 本原       | 5.314%           | 5.616%         |
| 平均收視率 | 平均收視率 | 平均收視率 | 4.456%           | 4.611%         |

- 收視最低的集數以藍色表示，收視最高的集數以紅色表示，而空格則表示該集的收視沒有相關數據。

## 備註
1. ↑  第二季第三集16:10處顯示其漢字名為「張太俊」，Netflix字幕譯「張泰俊」。
2. ↑  第二季第五集48:44處顯示其漢字名字為「尹慧原」，Netflix字幕譯「尹惠媛」。
3. ↑  第一季第七集59:00處顯示其漢字社名為「導談日報」。
4. ↑  第一季第二集6:16處顯示其漢字名字為「韓道炅」。
5. ↑  第一季第七集43:30處顯示其漢字名字為「李誠民」。
6. ↑  第一季第九集57:10處顯示其漢字名字為「宋熙攝」。
7. ↑  第一季第六集18:06處顯示其漢字名字為「李昌進」。
8. ↑  第一季第五集52:29處顯示其漢字名字為「李常國」。
9. ↑  第二季第六集26:26處顯示其漢字名字為「鄭韓守」。

## 外部連結
- 韓國JTBC官方網站 （页面存档备份，存于）
- NAVER上《輔佐官—改變世界的人們》的資料

| JTBC 金土劇                                 | JTBC 金土劇                                             | JTBC 金土劇 |
| ------------------------------------------- | ------------------------------------------------------- | ----------- |
|                                             | 輔佐官—改變世界的人們 （2019年6月14日 – 2019年7月13日） |             |
| 美麗的世界 （2019年4月5日 – 2019年5月25日） | 浪漫的體質 （2019年8月9日 – 2019年9月28日）             |             |